# Lingua galiziano-portoghese
Il galiziano-portoghese, anche chiamato gal(l)ego-portoghese o gallaico-portoghese (galego-português o galaico-português in portoghese; galego-portugués o galaico-portugués in galiziano) è stata una lingua iberica occidentale parlata durante il Medioevo nel nord-ovest della penisola iberica. In Portogallo il galiziano-portoghese è anche chiamato português medieval.
Parlata da principio nella zona tra il golfo di Biscaglia e il Duero, si espanse poi verso sud a seguito della Reconquista. È considerato l'ascendente comune degli attuali galiziano, portoghese, mirandese, eonaviego e fala e la lingua estinta giudeo-portoghese.
Il termine "galiziano-portoghese" indica inoltre la suddivisione del gruppo moderno iberico-occidentale, composto dalle lingue galiziana, portoghese e fala.

## Lingua

### Origini e storia

Mappa che mostra il ritiro e l'espansione storica del galiziano (galiziano/portoghese) nel contesto delle sue vicinanze linguistiche tra il 1000 e il 2000

Il galiziano-portoghese si sviluppa nella Gallaecia romana dal latino volgare (latino comune) introdotto dai soldati, coloni e magistrati romani durante l'impero. Sebbene il processo possa essere stato più lento rispetto ad altre regioni, i secoli di contatto con il latino volgare, dopo un periodo di bilinguismo, portarono all'estinzione completa delle lingue native, sviluppando una nuova varietà di latino con alcune caratteristiche del gallaeciano. L'influenza celtica e lusitana venne così assorbita nel latino volgare e ciò può essere rivelato in alcune parole galiciano-portoghesi così come in toponimi di origine celtica o iberica (per es. Bolso). In genere, la varietà più colta ed elitaria del latino parlato nella Hispania romana sembra già avere avuto un accento particolare regionale, riferito come hispano ore e agrestius pronuntians. La varietà più colta di latino coesiste con quella popolare. Si presume che le lingue pre-romane parlate dai popoli nativi, nelle diverse regioni della Hispania romana, contribuissero allo sviluppo di diversi altri dialetti del latino volgare e che questi andassero sempre più divergendo con il tempo, fino a evolversi nelle prime lingue romanze iberiche. Si crede che a cominciare dall'anno 600 il latino volgare non fosse stato più parlato nella Penisola Iberica. Una prima forma di galiziano-portoghese era già parlata nel suebico del Regno di Galizia e dall'anno 800 il galiziano-portoghese era ormai diventato il volgare del nord-ovest dell'Iberia. La prima fonetica mai conosciuta muta nel latino volgare che inizia a evolversi verso il galiziano-portoghese durante il governo di gruppi germanici, suebi (411-585) e visigoti (585-711). E le vocali nasali galiziano-portoghesi potrebbero essersi evolute sotto l'influenza delle lingue celtiche locali (come nell'antico francese), caratteristica fonologica possibilmente del latino volgare parlato nella Gallaecia romana, ma attestate solo in documenti scritti successivi al VI e al VII secolo.

### Letteratura
Il galiziano-portoghese ebbe uno speciale ruolo culturale nella letteratura dei regni cristiani dell'Iberia medievale, comparabile a quello dell'occitano in Francia e Italia durante lo stesso periodo storico. Le principali fonti esistenti della poesia lirica galiziano-portoghese sono:
- l quattro manoscritti esistenti delle Cantigas de Santa Maria
- Canzoniere di Ajuda
- Canzoniere della Biblioteca Vaticana
- Canzoniere Colocci-Brancuti, conosciuto anche come Cancioneiro da Biblioteca Nacional (Lisbona)
- Cancioneiro dun Grande de Espanha
- Pergaminho Vindel
- Pergaminho Sharrer
- Os 5 lais de Bretanha
- Tenzón entre Afonso Sánchez e Vasco Martíns de Resende

La lingua venne a essere usata per scopi letterari a cominciare dalla fine del XII fino alla metà del XIV secolo circa nelle regioni che oggi sono Spagna e Portogallo e fu, quasi senza eccezione, la sola lingua utilizzata per la composizione della poesia lirica. Sono documentati oltre 160 poeti, dei quali se ne possono menzionare alcuni in particolare: Bernal de Bonaval, Pero da Ponte, Airas Nunez, Johan Garcia de Guilhade, Johan Airas de Santiago, Pero Amigo, Xohán de Cangas, Martín Codax, ecc.
I principali generi poetici secolari furono le cantigas d'amor (lirica d'amore con voce narrante/cantante maschile), le cantigas d'amigo (lirica d'amore con voce narrante/cantante femminile) e le cantigas d'escarnho e de mal dizer (comprendenti una varietà di generi che vanno dall'invettiva personale alla satira sociale, alla parodia poetica e al dibattito letterario). Sopravvivono in tutto circa 1700 componimenti poetici di questi tre generi, ed esiste un corpus di oltre 400 cantigas de Santa Maria (poemi narrativi che trattano dei miracoli e inni in onore della Santa Vergine). Il re castigliano Alfonso X compose le sue cantigas de Santa Maria e le sue cantigas de escárnio e maldizer in galiziano-portoghese, anche se usava il castigliano per la prosa.
Anche il re Dionigi del Portogallo contribuì (con 137 testi esistenti, più di ogni altro autore) ai generi poetici secolari, facendo nel 1290 del galiziano-portoghese la lingua ufficiale del Portogallo. Fino ad allora, il latino era stato la lingua (scritta) ufficiale utilizzata per i documenti reali; la lingua parlata non aveva un nome, dato che era conosciuta come lingua vulgar ("lingua originaria", vale a dire latino volgare) fino a che non venne chiamata "portoghese" durante il regno di Dionigi. Il "galiziano-portoghese" e il português arcaico ("antico portoghese"), sono termini moderni riferiti al comune progenitore delle moderne lingue portoghese e galiziano. Rispetto alle differenze tra i dialetti greci arcaici, le presunte differenze tra il portoghese e il galiziano del XIII secolo sono insignificanti.

### Documenti più antichi in galiziano-portoghese

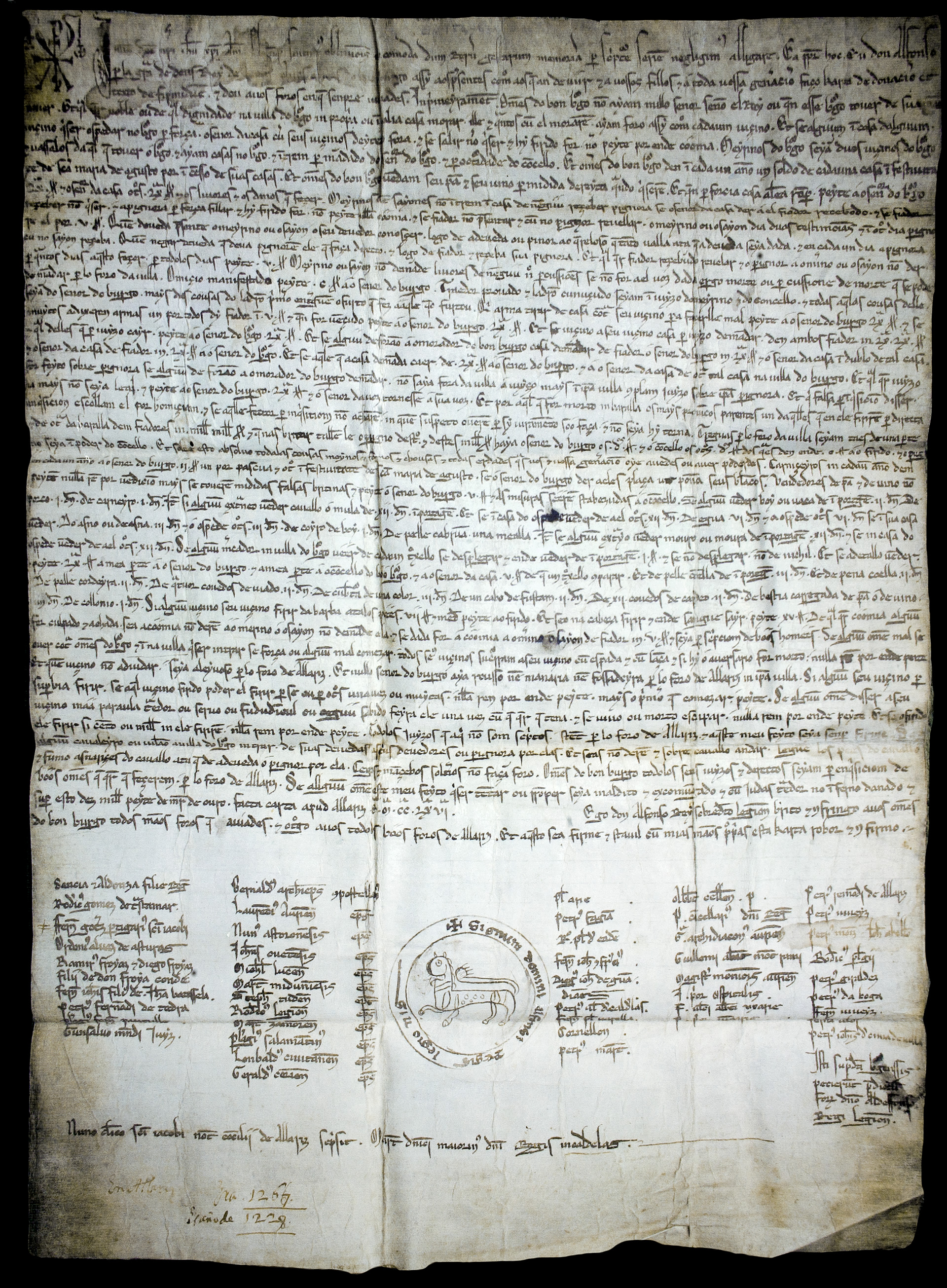
Il primo documento regale in lingua galiziana, il Foro do Bo Burgo de Castro Caldelas, privilegio concesso dal re Alfonso VIII. Allariz, 1228

Il documento più antico conosciuto contenente parole galiziano-portoghesi, trovato nel Portogallo settentrionale e conservato all'Archivio Nazionale della Torre del Tombo, è il cosiddetto Doação à Igreja de Sozello e datato all'870 d.C., ma redatto in tardo latino. Un altro documento dell'882 contenente anche alcune parole galiziano-portoghesi è la cosiddetta Carta de dotação e fundação da Igreja de S. Miguel de Lardosa. Infatti, molti documenti latini scritti nel territorio portoghese contengono forme romanze. La Notícia de fiadores, scritta nel 1175, viene supposta da alcuni come il più antico documento mai conosciuto scritto in galiziano-portoghese. Si è affermato che il Pacto dos irmãos Pais, scoperto di recente (e possibilmente databile prima del 1173), sia anche più antico. Ma nonostante l'entusiasmo di alcuni studiosi, è stato dimostrato che questi documenti non siano veramente scritti in galiziano-portoghese, bensì siano un misto di fonologia, morfologia e sintasi del tardo latino e del galiziano-portoghese. La Notícia de Torto, di data incerta (si pensa sia stato scritto tra il 1211 e il 1216), e il Testamento de D. Afonso II (27 giugno 1214) sono di certo in massima parte scritti in galiziano-portoghese. Appena anteriore è il primo documento letterario conosciuto scritto in galiziano, Ora faz ost'o senhor de Navarra di João Soares de Paiva. I testi poetici più arcaici (anche se non propriamente i manoscritti in cui sono stati trovati) risalgono a un periodo che va dal 1195 circa al 1225 circa. Così alla fine del XII e inizio del XIII secolo ci sono documenti in prosa e in versi scritti nella lingua volgare romanza locale. Recentemente è stato rinvenuto il documento più antico scritto in Galizia, risalente all'anno 1228. Si tratta del Foro do bõ burgo de Castro Caldelas rilasciato da Alfonso IX nell'aprile di detto anno al municipio di Allariz.

### Diversificazione del galiziano dal portoghese
A partire dalla sua indipendenza, il regno del Portogallo inizia a creare una norma scritta (una data importante è la dichiarazione del galiziano-portoghese - chiamato nosa linguage (nostra lingua) o vulgar - come lingua ufficiale amministrativa nel 1290), che in Galizia non venne elaborata se non all'inizio del XX secolo. Come osservato da Azevedo Maia, rapidamente le forme scritte in Portogallo iniziano a omogeneizzarsi sotto l'influenza della corte, mentre gli scritti galiziani si vanno impregnando di castiglianismi. Il fatto che a partire dal 1480 i tabelións galiziani hanno dovuto cambiare i loro formulari influenzati dagli spagnoli e studiare a Toledo, hanno reso profondo il processo di spagnolizzazione del galiziano scritto.
Le differenze tra galiziano e portoghese traggono origine dal galiziano medievale, dove nei testi antichi già iniziavano a confondersi le sibilanti sorde con le sonore (conservatesi in Portogallo), così come altre piccole variazioni nella morfologia (per es. disso di fronte a disse). Inoltre, il progresso del galiziano-portoghese verso sud e lo spostamento della capitale portoghese introdussero una serie di elementi nuovi che diedero luogo alla situazione attuale:
- Dialetti galiziani: le parlate nelle quattro province galiziane, nelle zone limitrofe di Asturias, León e Zamora e il galiziano di Ellas. Caratterizzati dalla presenza di sibilanti sonore e vocali nasali (solo in piccole zone del "galego exterior") rispetto ai dialetti portoghesi.
- Dialetti portoghesi settentrionali: dal Miño fino Aveiro lungo la costa e Castelo Branco nell'entroterra. Presenza del fonema africato (tʃ come la ch di chave) e senza distinguere la b/v, ma distinguendo le sibilanti sonore come il portoghese comune.
- Dialetti portoghesi centro-meridionali.

In seguito alla divisione politica, il galiziano-portoghese perse la sua unità linguistica allorché la Contea del Portogallo si venne a separare dal Regno di Castiglia per formare il Regno del Portogallo. Il galiziano e portoghese da allora in poi andranno sempre più divergendo con il tempo, seguendo i loro percorsi evolutivi indipendenti. Inoltre, il galiziano venne sempre più a essere influenzato dal castigliano, mentre il portoghese assorbiva influenze dal latino e dall'arabo dei territori sottratti ai mori durante la reconquista. Due importanti città al tempo della separazione, Braga e Porto, si trovavano all'interno della Contea Portucalense, e rimasero così al Portogallo, mentre più a nord, le città di Santiago di Compostela, Lugo e La Coruña, rimasero alla Galizia. Il galiziano si conservò in Galizia fino all'era moderna poiché coloro che lo parlavano erano la maggioranza rurale o la popolazione "incolta" che viveva in villaggi e cittadine, mentre i castigliano veniva insegnato come lingua "corretta" all'élite colta bilingue delle città; perciò il galiziano rimase il volgare della Galizia fino al tardo XIX-inizio XX secolo ed è ancora ampiamente parlato; la maggioranza dei galiziani è bilingue. Il galiziano moderno venne ufficialmente riconosciuto solo durante la Seconda Repubblica spagnola come una lingua co-ufficiale della Galizia, riconoscimento revocato dal regime di Francisco Franco, e restaurato dopo la fine del regime.
La classificazione linguistica del galiziano e del portoghese è ancora discussa oggi; ci sono coloro, una piccola minoranza tra i gruppi nazionalisti galiziani, i quali chiedono la loro riunificazione, così come i filologi portoghesi e galiziani, i quali credono che entrambi siano dialetti di una lingua comune, piuttosto che due lingue separate, ma tali punti di vista sono ampiamente considerati eclettici.

La lingua fala, parlata in una piccola regione della comunità autonoma spagnola d'Estremadura, ha subito uno sviluppo simile al galiziano.
Il galiziano è la lingua regionale della Galizia (condividendo la co-ufficialità con lo spagnolo), ed è parlato dalla maggioranza della popolazione, mentre l'utilizzo del portoghese continua a crescere e oggi è la quinta lingua più parlata al mondo.

### Fonologia
Il galiziano medievale si distingue da quello attuale principalmente per:
- L'esistenza di vocali nasali
- La distinzione b/v
- La presenza di sibilanti sonore j (g + e,i), z, s intervocalica

Il sistema vocalico orale era quello attuale, sebbene non con la stessa distribuzione, a causa soprattutto della successiva azione metafonica. Inoltre, esistono vocali nasalizzate dovute alla perdita di una nasale. La caduta di consonanti intervocaliche provocava molti iati, che verranno poi a ridursi, principalmente tramite crasi.
|              | Bilabiale | Bilabiale | Labio- dentale | Labio- dentale | Dentale/ Alveolare | Dentale/ Alveolare | Post- alveolare | Post- alveolare | Palatale | Palatale | Velare | Velare |
| ------------ | --------- | --------- | -------------- | -------------- | ------------------ | ------------------ | --------------- | --------------- | -------- | -------- | ------ | ------ |
| Nasale       | m         | m         |                |                | n                  | n                  |                 |                 | ɲ        | ɲ        |        |        |
| Occlusiva    | p         | b         |                |                | t                  | d                  |                 |                 |          |          | k      | ɡ      |
| Fricativa    | (β)1      | (β)1      | f              | v              | s                  | z                  | ʃ               | ʒ               |          |          |        |        |
| Affricate    |           |           |                |                | ts                 | dz                 | tʃ              | dʒ2             |          |          |        |        |
| Laterale     |           |           |                |                | l                  | l                  |                 |                 | ʎ        | ʎ        |        |        |
| Vibrante     |           |           |                |                | r                  | r                  |                 |                 |          |          |        |        |
| Monovibrante |           |           |                |                | ɾ                  | ɾ                  |                 |                 |          |          |        |        |

1 Alla fine mutata in /v/ nel Portogallo centrale e meridionale, e fusa con la /b/ nel Portogallo settentrionale e nella Galizia.
2 Probabilmente nella distribuzione complementare con [ʒ].

### Una strofa della lirica galiziano-portoghese
(Dionigi del Portogallo (1271–1325))

## Tradizioni orali
C'è stata un folclore condiviso nella regione galiziano-portoghese, andando a ritroso fino ai tempi preistorici. Con l'espansione della lingua portoghese a sud della reconquista, questa antica condivisione folcloristica venne a intensificarsi. Nel 2005 i governi di Portogallo e Spagna proposero unitamente che le tradizioni orali galiziano-portoghesi facessero parte dei patrimoni orali e immateriali dell'umanità, con un lavoro di documentazione e trasmissione della cultura comune che coinvolge molte università e altre organizzazioni.
Il folclore galiziano-portoghese è ricco di tradizioni orali. Queste comprendono le cantigas ao desafio o regueifas, canti di sfida improvvisati, molte leggende, storie, poemi, romance, canzoni folcloristiche, modi di dire e indovinelli, modi di parlare che ancora conservano una similarità lessicale, fonetica, morfologica e sintattica.
Parte della comune eredità delle tradizioni orali sono anche i mercati e le festività dei santi patroni e le processioni, le celebrazioni religiose come il magosto, entroido o Corpus Domini, con danze e tradizioni antiche — come quella dove Coca il drago combatte contro San Giorgio; e inoltre, abbigliamento e ornamenti, arti e mestieri, strumenti di lavoro, lucernari vegetali intagliati, superstizioni, conoscenze tradizionali riguardo a piante e animali. Tutto ciò fa parte di un'eredità comune considerata in pericolo di estinzione, dato che la maniera tradizionale viene a essere rimpiazzata dalla quella moderna, e il gergo del pescatore, i nomi degli strumenti nelle professioni tradizionali e le tradizioni orali che formano parte delle celebrazioni vengono lentamente a essere dimenticate.
Il galiziano-portoghese "baixo -limiao" è parlato in molti villaggi. In Galizia è parlato a Entrimo e Lobios e nel Portogallo settentrionale a Terras de Bouro (terre dei buri) e Castro Laboreiro.

## Elenco di vocaboli galiziano-portoghesi con il loro rispettivo etimo
- adu ‘imperativo di aduzer (addurre)' < ADDŪC
- aduces < ADDŪCIS
- adugo ‘adduco' < ADDŪCŌ
- adusse ‘adusse' < ADDŪXIT
- adussera < ADDŪXĚRAT
- aduxe < ADDŪXĪ
- anvidos ‘con riluttanza, controvoglia' < AD INVITUS
- apres < prov. < APRESSU
- aque ‘ecco' < *ACCU/E > ECCE ‘ecco'
- arço (ardo) < ARDĚŌ
- assaz < prov. assatz < AD SATIS
- asteença < ABSTĬNĔNTIA
- Avijr < ADVENIRE
- beigo ‘benedico' < BĚNĚDICO
- beito o bento < BĚNĚDICTU
- beizer < BĚNĚDĪCĚRE
- bezes < BĚNĚDICES
- chus ‘più' < PLUS
- cima < sost. CYMA
- come < QUOMODO ET
- comio (mangio) < COMĚDŌ
- consiirar < CONSĪDĔRARE
- coube < CAPŬI(T)
- creer < CRĒDĚRE
- creveran ‘crederanno' < CRĒDŬĚRANT (crēdere habent nel tardo latino)
- crive ‘crin' < CRĒDŬĪ
- de (dea) < DĚM
- despoēr < DĬSPŌNERE
- devisar < DIVISARE
- dicipolo < DISCĬPŬLO
- dixe < DĪXĪ(T)
- doer < DOLĚRE
- dolvera ‘dolse' < DOLŬĚRAT
- dormio < DORMIŌ
- dur (a/de dur) ‘fortemente'. < AD DURU
- eire ‘oggi' < HERI ‘oggi' ‘hai pouco'
- eixerdar < EXHEREDITARE
- eixilhar < EXĬLĬĀRI
- emproo (a)/ ambroo o amproo ‘giù, di sotto' < IN PRONO ‘inclinato verso il suolo'
- ensembra ‘insieme a, con' < fr. ensemble
- enxerdar < EXHEREDITARE
- ersi ‘ergo' < *ERSĪ
- esté (estea) < STĒM
- faço < FACIŌ
- falir < FALLĚRE
- falredes < FALĚRE + *ĒTIS
- falría < *FALLĚRE+EAM
- fegura < FĬGURA
- feiro(fero) < FĚRIŌ
- festiño (a) 'de presa' < FESTINO
- festo (a)/ enfesto (a): ‘su', ‘di sopra < INFESTU ‘ostile'
- fez < FĒCIT
- fezeron < FĒCĚRŬNT
- fiz < FĒCĪ
- foras < FORAS (in latino EXTRA)
- hajo=hei < HABEO
- hestoria < HĬSTORIA
- houve < HABŬI
- i < IBI ‘qui, lì'
- jasco ‘xazo' < IACĚŌ
- jougesemos < IACUISSEMUS
- jougue ‘xacín' < IACŬI
- Juso ‘di sotto' < DEORSUM (avv. ‘sotto, in giù' per influenza di suso)
- madodinho < MATŬTINU
- maemos ‘restiamo' < MANEMŬS
- man ‘resta, permane' < MANET
- manno ‘rimango' < MANĚŌ
- mar ‘permanere, restare' < MANĒRE
- marrei < *MANĒRE+AIO
- marteiro < MARTYRIU
- masi ‘rimasi' < MASĪ
- meço < MĚTIŌ
- menço < MĚNTIŌ
- muu < MŪLU
- nodrir < NŬTRIRE
- oucião < OCĔĂNU
- ouço < AUDIŌ
- outrossi ‘anche' < outro (ALTERU) + si (SIC)
- paação < *PALATIANU
- peço < PĚTIŌ
- peēdença < POENITENTIA
- poer (porre) < PŌNĚRE
- possa < *POSSAM
- prige ‘prendín' < *PRĒNSĪ
- priiom < l.v PRENSIONE < PREHENSIONEM
- pris ‘prendín' < *PRĒNSĪ
- punha < PUGNA
- querrei < QUAERERE *AIO
- querrei < *QUAERĚRE-AIŌ
- quige < *QUĒSĪ
- quis < *QUĒSĪ
- quisestes < *QUĒSISTIS
- redro (a) ‘indietro' < RETRO
- reverença < REVERENTIA
- salremos < SALIRE + *ĒMŬS
- salría < *SALIRE + EAM
- see med‘é' < SĚDET
- seedes < SĚDĒTIS
- seemos < SĚDĒNŬS
- seen < SĚDENT
- seenço < SĬLĔNTIU
- sees ‘es' < SĚDES
- sēestro < SINISTRU
- seja < SĚDĚAM
- sejo ‘son' < *SĚDĚŌ
- senço < SĚNTIO
- servio < SĚRVIŌ
- siia < SĚDĒBAM
- sive < l.v. SĒDŬĪ
- suso ‘su' < SURSUM (avv. ‘ dal basso verso l'alto)
- terrá < TENERE + *AT
- terrei < *TĚNĒRE-AIŌ
- teúdo ‘tido' < TĚNŪTU
- tive < TĚNŬI
- toda vía ‘sempre, costantemente' < TOTA VIA
- toste ‘cedo, de presa' < prov tost < TOSTU
- tragiã < TRAHIEBANT
- traides < TRAHITIS
- trei (trae) < TRAHIT
- treito (tratto) < TRACTU
- trouxe < *TRAXŬI
- valrei < VALERE + *AIO
- veen < VIDENT
- vees < VIDES
- vejo < VIDĚŌ
- ven < *VENENT
- veron < VĒNĚRŬNT
- verrei < VENIRE + *AIO
- verrei < VĚNĪRE-AIŌ
- ves < VĚNĪS
- vestes < VĒNISTIS
- enrequentar < Xerm REIKS